# ジャック・ブリソ
ジャック・ブリソ (Jacques Brissot、1929年3月20日 - 2020年2月18日) は、フランスの画家、映画監督、ビジュアル・アーティストである。
映画監督として、短編映画『Égypte Ô Égypte - 河の贈り物』（1963年）を一緒に制作した俳優Claude Piéplu達や作曲家リュック・フェラーリと親しく、ローランド・トポールと頻繁に交流する。その作品はカンヌ国際映画祭に選ばれた。
1968年の「イベント」で、パリの街角をハンドカメラで撮影し、ブリソは創造の渇望を開発する。彼はモントルイユに住まいを移し、青年時代からの夢であった静止画のために映画から離れる。有名な『ブリソラージュ』に加えて、同名の記事でFrançois Aubralが分析 - ブリソはアプローチした全てを転換する - 彼は初期フランドル派、特にピーテル・ブリューゲルとヒエロニムス・ボスに傾倒し、その傑作を独自の手法で時に暴力的に再現している。